# Taniec współczesny

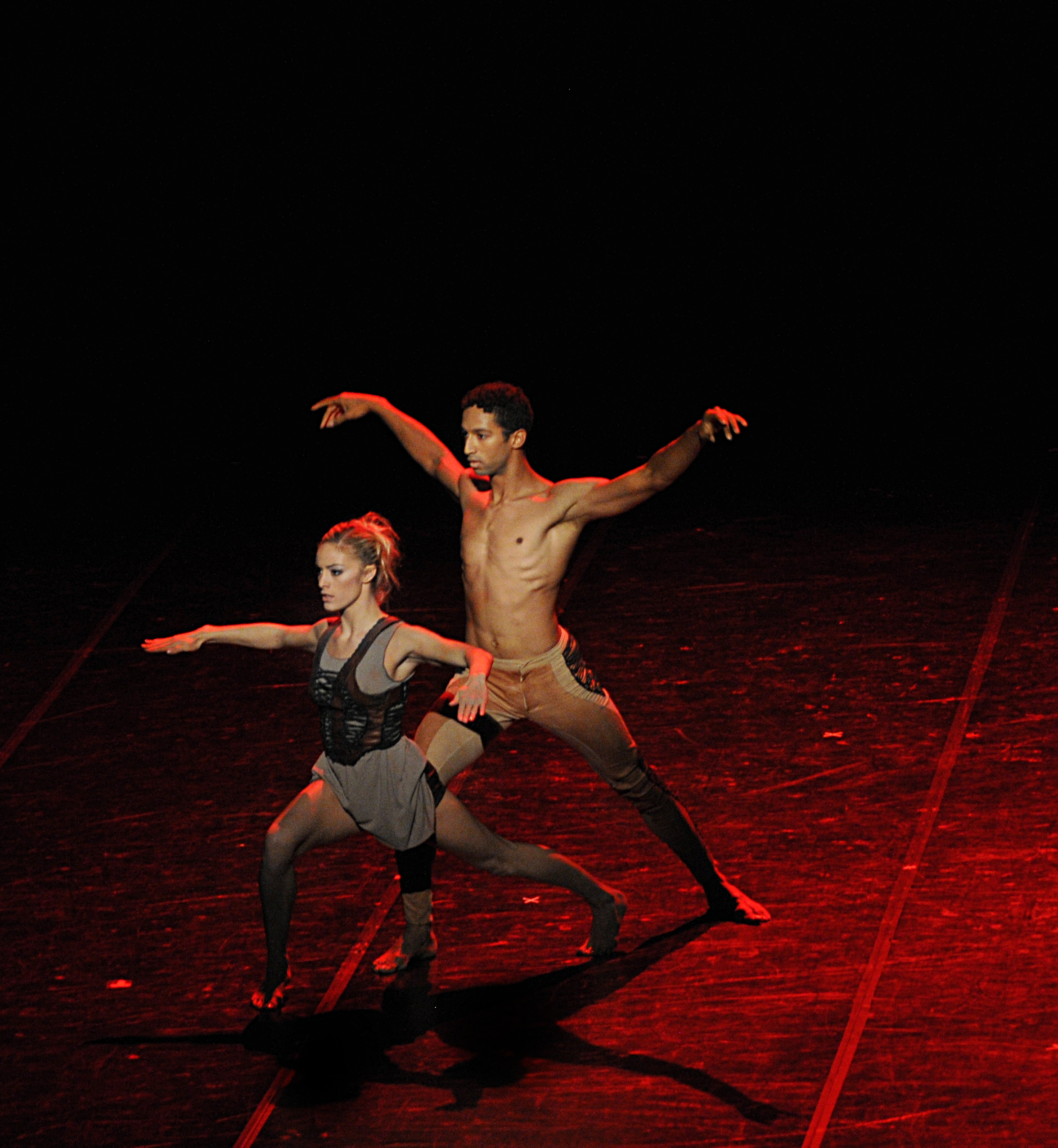
Taniec współczesny w wykonaniu Le Sacre

Taniec współczesny – taniec oparty na idei baletu, pozbawiony jednak jego sztywnych zasad, w szczególności kładzie nacisk na pokazanie emocji tancerza, który tańcząc układ, stara się opowiedzieć odbiorcy pewną historię poprzez ruchy charakterystyczne dla rodzaju tej opowieści. Taniec współczesny jest bardzo luźną formą tańca, to znaczy, że nie ma ograniczeń tak, jak w balecie, co do ustawienia ciała – tutaj tancerz ma ogromną dowolność w kreowaniu ruchu, wykorzystywany jest tu ciężar ciała, grawitacja, oddech, swingi itp. W latach 70. XX wieku za sprawą Piny Bausch powstał teatr tańca, opierający się na technice tańca współczesnego.

## Historia
Taniec współczesny powstał na przełomie XIX i XX wieku jako odłam baletu, w którym jednak zabrakło sztywnych reguł tańca klasycznego. Jego korzenie sięgają Europy, a od ok. 1930 roku opanował także Stany Zjednoczone. Wczesny taniec współczesny był miniaturką solowych bardzo skompresowanych efektów – było to całkowitym przeciwieństwem XIX-wiecznych koncertów baletowych.

## O tańcu

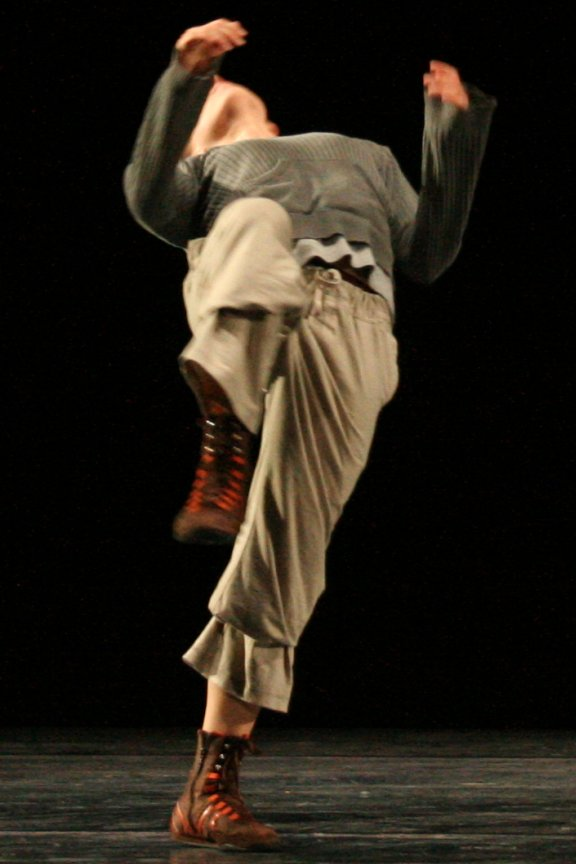
Tancerka w trakcie spektaklu

Taniec współczesny jest mieszaniną wielu tańców jak na przykład: taniec nowoczesny, taniec jazzowy a nawet niektóre z tańców towarzyskich. W choreografii mogą mieć także miejsce elementy akrobatyki. Jednak głównym źródłem tego tańca jest taniec klasyczny, znany jako balet. Podstawowe elementy baletu (np. plié, grand plié, pique, fouetté) mają szerokie zastosowanie w tańcu współczesnym i są nieodłącznymi elementami każdego układu. Jednak pomimo tak bliskiej więzi, taniec współczesny powstał jako całkowicie inny taniec, różniący się od baletu przede wszystkim tym, iż mniej ważna jest technika i triki, w przeciwieństwie do uczuć i emocji tancerza. Dlatego znakomity tancerz powinien być uzdolniony aktorsko – i z tą myślą powstał Teatr Tańca Współczesnego.

## Znani prekursorzy
Isadora Duncan, Ruth St. Denis, Martha Graham i Doris Humphrey zaczęli rewolucję  w tańcu współczesnym, np.: Isadora Duncan jako pierwsza osoba wystąpiła na scenie boso, w tunice, zamiast paczce baletowej i pointach.